# Лаштедт
Лаштедт (нем. Lahstedt) — упразднённая община в Германии, в земле Нижняя Саксония.
Входила в состав района Пайне. Население составляло 10 262 человека (на 31 декабря 2010 года). Занимала площадь 43,6 км². Община подразделялась на 5 сельских округов.
Упразднена с 1 января 2015 года, вошла в состав общины Ильзеде.
| Год  | Население |
| ---- | --------- |
| 1990 | 9 619     |
| 1995 | 10 369    |
| 2000 | 10 679    |
| 2005 | 10 699    |
| 2010 | 10 262    |